# Titularbistum Dium
Dium (italienisch:  Diu) ist ein Titularbistum der römisch-katholischen Kirche.
Es geht zurück auf einen untergegangenen Bischofssitz in der antiken Stadt Dion in Makedonien. Der Bischofssitz war der Kirchenprovinz Thessalonica zugeordnet.
| Titularbischöfe von Dium |                               |                                 |                   |               |
| Nr.                      | Name                          | Amt                             | von               | bis           |
| 1                        | Irzio Luigi Magliacani OFMCap | Apostolischer Vikar von Arabien | 25. Dezember 1949 | 15. März 1976 |